# 绑架者
《绑架者》（英語：The Missing..），是一部于2017年上映的中国悬疑动作电影，徐静蕾执导。由白百何、黄立行、明道领衔主演，2017年3月31日于中国大陆上映。

## 剧情简介
警员林薇驾车追击绑架疑犯，疑犯杨念驾车逃离途中遭遇车祸，因此受伤住院并失忆。一个杀手来医院前来暗杀杨念却被杨所杀，接着杨念开始逃亡，失忆的他想要查清自己的真实身份。林薇为救女儿心切、不停追捕杨念，杨念的记忆也在逃亡中逐渐恢复，后来两人还成为并肩作战的伙伴，发现了一个以雷哥为首的绑架儿童贩卖器官的黑道团伙，最终杨念的真实身份也揭晓。

## 演员
| 演员姓名 | 角色名称      | 介绍                                                                                                   |
| 白百何   | 林薇          | 重案组警员，她的女儿点点被疑犯绑架                                                                     |
| 黄立行   | 杨念 (鄧家明) | 警員，為了協助調查孩童失蹤案，臥底到雷哥（綁架孩童集團首腦）為首的集團中，後為被通缉的绑架逃犯，失忆者 |
| 明道     | 陆然          | 重案组组长。                                                                                           |
| 梁天     | 雷哥          | 杨念卧底所在黑帮组织的老大                                                                             |
| 李淳     | 小K           | 警员                                                                                                   |
| 李玖哲   | 趙大奇        | 重案組警員                                                                                             |
| 陶海     | 周濤          | 林薇和陆然的上司                                                                                       |
| 涂百鋒   | 刁磊          | |
| 張珮瑩   | 妮娜          | |
| 黃豪平   |               | 服務生                                                                                                 |
| 楊雅筑   | 鄧家欣        | 家明的妹妹                                                                                             |

## 電影歌曲
| 曲别   | 歌名       | 演唱者 | 作詞   | 作曲              |
| 推廣曲 | 音浪       | 黄立行 | 黄立行 | 黄立行            |
| 主題曲 | 逃兵       | 楊乃文 | 姬霄   | 黄立行、Jae Chong |
| 片尾曲 | 真爱無坦途 | 李玖哲 | 謝博文 | 黃立行、Jae Chong |

## 拍攝地點
該片雖為中國大陸出資，但拍攝地點多處選在台灣台中市，包括：童綜合醫院、一中商圈、公益路英才路口、建國市場、富苑汽車旅館、尊龍KTV、刑務所演武場、金典酒店頂樓、臺灣大道市政大樓府前廣場、佈達咖啡、文心森林公園、好厝邊便利商店等等。臺中市政府也給予該片相關拍攝支援。而電影一開始的追逐地點，其中一個場景則是在高雄市的民族社區，甚至片中還出現高雄市五福路的英文路標。